# Pape
Pape este un sat din comuna Bijelo Polje, Muntenegru. Conform datelor de la recensământul din 2003, localitatea are 295 de locuitori (la recensământul din 1991 erau 370 de locuitori).

## Demografie
În satul Pape locuiesc 228 de persoane adulte, iar vârsta medie a populației este de 37,8 de ani (35,6 la bărbați și 40,6 la femei). În localitate sunt 78 de gospodării, iar numărul mediu de membri în gospodărie este de 3,78.
Populația localității este foarte eterogenă.
|  |

| Demografie | Demografie | Demografie |
| An         | Locuitori  | Locuitori  |
| ---------- | ---------- | ---------- |
|            |            |            |
|            |            |            |
|            |            |            |
|            |            |            |
| 1948       | 396        |            |
| 1953       | 468        |            |
| 1961       | 499        |            |
| 1971       | 466        |            |
| 1981       | 451        |            |
| 1991       | 370        | 369        |
| 2003       | 300        | 295        |

| \| Componența etnică conform recensământului din 2003[2] \| Componența etnică conform recensământului din 2003[2] \| Componența etnică conform recensământului din 2003[2] \| Componența etnică conform recensământului din 2003[2] \| Componența etnică conform recensământului din 2003[2] \| \| ----------------------------------------------------- \| ----------------------------------------------------- \| ----------------------------------------------------- \| ----------------------------------------------------- \| ----------------------------------------------------- \| \| \| \| \| \| \| \| Sârbi \| Sârbi \| \| 164 \| 55,59% \| \| Muntenegreni \| Muntenegreni \| \| 113 \| 38,3% \| \| necunoscută \| necunoscută \| \| 5 \| 1,69% \| |              |  |     |        |
| Componența etnică conform recensământului din 2003 |              |  |     |        |
| |              |  |     |        |
| Sârbi | Sârbi        |  | 164 | 55,59% |
| Muntenegreni | Muntenegreni |  | 113 | 38,3%  |
| necunoscută | necunoscută  |  | 5   | 1,69%  |